# Фінтій

Мапа Сицилії, на якій зокрема позначені згадані у статті міста Акрагант, Енна (Ena), Катана, Сиракузи, Камаріна та Гела

Фінтій – тиран сицилійського міста Акрагант, котрий правив у першій половині 3 століття до н.е.
Фінтій прийшов до влади після смерті у 288 р. до н.е. сиракузького тирана Агафокла, котрий був гегемоном грецької частини Сицилії, проте час та обставини цієї події достеменно невідомі. Окрім Акраганта він також тримав під контролем цілий ряд інших міст острова, з яких достеменно відомі Гела (так само на південному узбережжі острова, на схід від Акраганту) та Агріум (у внутрішніх районах східної Сицилії між Енною та Катанією, наразі Аджира). Мешканці Енни змогли захиститись від Фінтія лише запросивши до себе карфагенську залогу.
Як повідомляє Діодор, Фінтій в управлінні своїми володіннями спершу робив ставку лише на силу, стратив багатьох заможних людей та показав себе кровожерливим і схильним до беззаконня. Це викликало повстання, в якому першими вигнали залогу тирана мешканці Агріуму. У підсумку Фінтій був вимушений полишити попередні методи та став правити більш гуманно, що допомогло утримати підданих під контролем.
Також відомо, що Фінтій наказав зруйнувати мури та будинки Гели і переселити її мешканців до заснованого ним міста Фінтія (на південному узбережжі приблизно посередині між Акрагантом і Гелою, наразі Ліката).
У зовнішній політиці акрагантський тиран вступив у конфлікт із правителем Сиракуз Гікетом, від якого близько 280 р. до н.е. зазнав поразки в битві при Гіблі. Точне місцезнаходження останньої наразі невідоме, ймовірно, мова йде про регіон Hybla Heraea (сучасна Рагуза між Сиракузами та Камариною).
Обставини та дата смерті Фінтія невідомі, проте в будь-якому випадку це сталось не пізніше прибуття на острів епірського царя Пірра у 278 р. до н.е. На той час у Акраганті вже правив тиран Сосистрат.
Діодор пише, що Фінтій передбачив свою смерть уві сні: в нього було видіння полювання, на якому дикий кабан розпоров його своїми іклами.